# Abdul Wahid

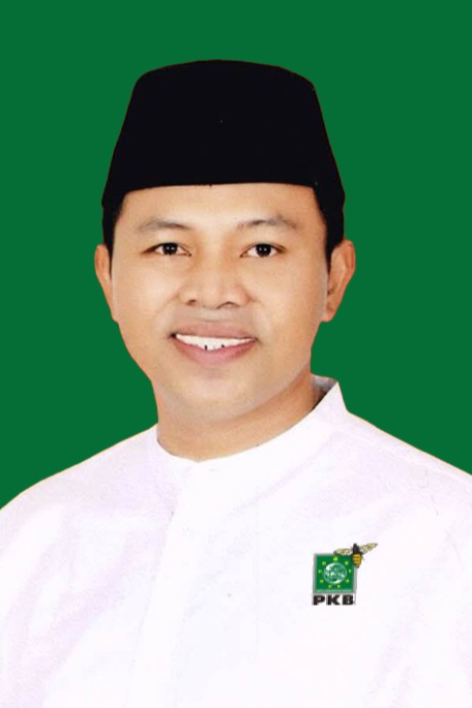
Abdul Wahid (2023)

Hāddsch Abdul Wahid (* 21. November 1980 in Belaras, Mandah, Indragiri Hilir, Riau) ist ein indonesischer Politiker der Nationalen Erweckungspartei PKB (Partai Kebangkitan Bangsa), der seit 2019 Mitglied des Volksvertretungsrates der Republik Indonesien DPR-RI (Dewan Perwakilan Rakyat Republik Indonesia) ist.

## Leben
Abdul Wahid besuchte bis 1994 die Grundschule und bis 1997 die Mittelschule in Sungai Simbar sowie daraufhin die Oberschule in Bukittinggi. Nach deren Abschluss begann er 2000 ein Studium im Fach Islamische Pädagogik an der Universitas Islam Negeri Sultan Syarif Kasim UIN Suska, welches er 2004 mit einem Bachelor of Islamic Education beendete. Bereits während Studiums begann er sein politisches Engagement für die Nationale Erweckungspartei PKB (Partai Kebangkitan Bangsa) und war zwischen 2002 und 2009 deren stellvertretender Sekretär in der Provinz Riau. Zugleich fungierte er von 2002 bis 2003 als stellvertretender Sekretär der Islamischen Studentenvereinigung HMI (Himpunan Mahasiswa Islam) und ist seit 2002 Direktor von Malay Nusantara Cipta. Nachdem er zwischen 2006 und 2011 Sekretär der PKB Tanfidz war, fungierte er von 2011 bis 2021 als Vorsitzender der PKB Tanfidz.
2009 wurde Wahid für die PKB Mitglied der Regionalen Volksvertretungsversammlung DPRD (Dewan Perwakilan Rakyat Daerah) der Provinz Riau und gehörte dieser nach seiner Wiederwahl 2014 zehn Jahre lang bis 2019 an. Während dieser Zeit war er zugleich von 2011 bis 2017 stellvertretender Vorsitzender der islamischen Organisation Nahdlatul Ulama (NU) Tanfidz und fungiert seit 2016 als Generalvorsitzender des Indonesischen Tischtennisverbandes PTMSI(Persatuan Tenis Meja Seluruh Indonesia).

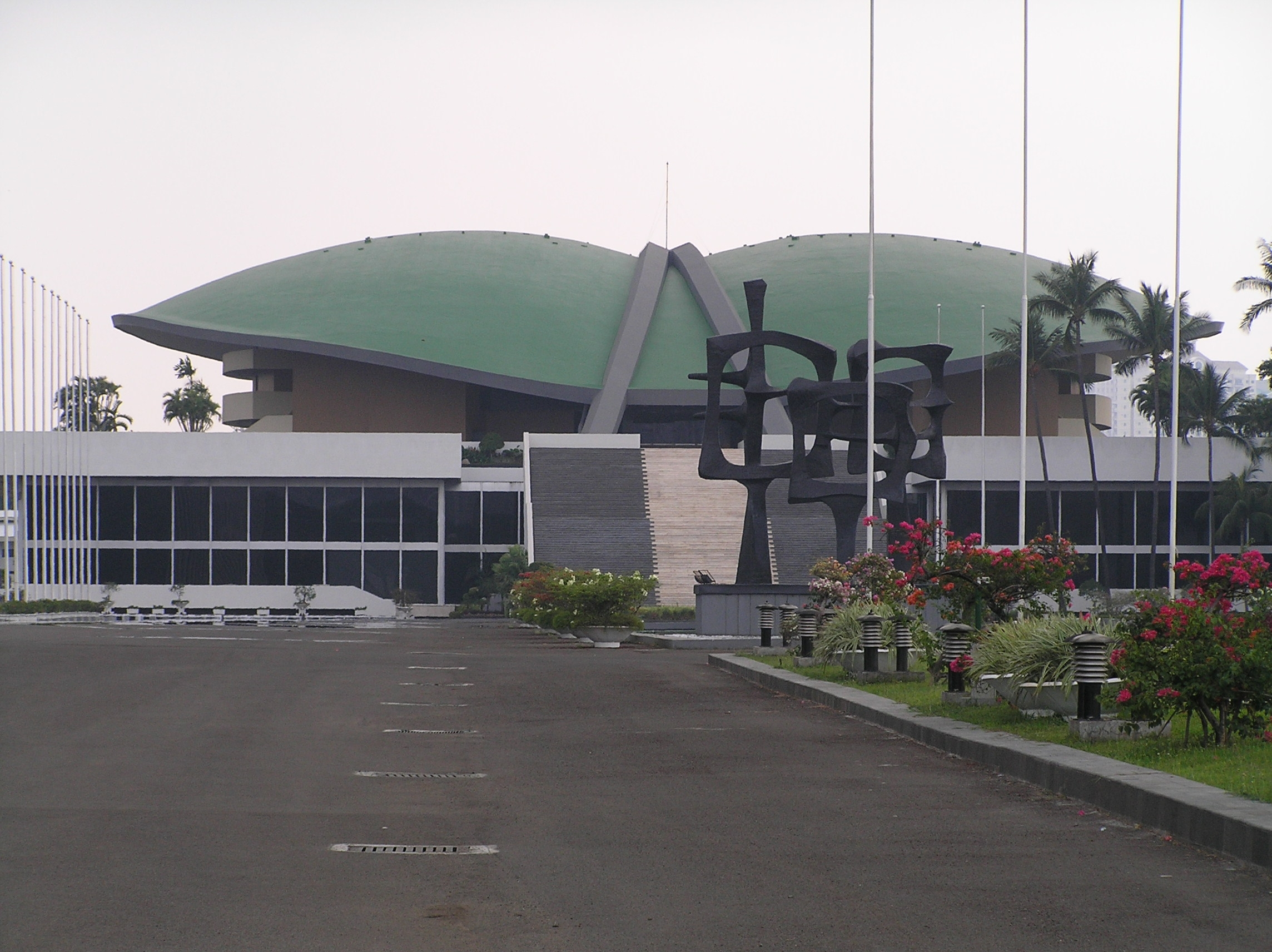
Das Gebäude des Volksvertretungsrates der Republik Indonesien, deren Mitglied er ist.

Bei der Wahl am 17. April 2019 wurde Abdul Wahid als Kandidat der Nationalen Erweckungspartei PKB im Wahlkreis RIAU II erstmals Mitglied des Volksvertretungsrates der Republik Indonesien und gehört diesem seither an. In der bis 2024 dauernden Legislaturperiode ist er Stellvertretender Vorsitzender der gesetzgebenden Körperschaft (Badan Legislasi), ein ständiges Organ der DPR-RI, das für Vorbereitung, Entwurf, Fertigstellung und Ratifizierung von Gesetzesentwürfen zuständig ist. Er war unter anderem Mitglieder der Kommission VII, des für Energie, Forschung und Innovation sowie Industrie verantwortlichen Ausschusses des Volksvertretungsrates, sowie Mitglied der Kommission XI, die für Finanzen, Nationale Entwicklungsplanung und Bankwesen zuständig ist. Am 9. Januar 2021 wurde er als Vorsitzender des Regionalen Führungsrates DPW (Dewan Pimpinan Wilayah) auch Vorsitzender der PKB der Provinz Riau. Während seiner Parlamentszugehörigkeit absolvierte er zudem ein postgraduales Studium im Fach Politikwissenschaften an der Universitas Riau UNRI, welches er 2021 mit einem Master in Political Science abschloss.